# Raduschne
Raduschne (ukrainisch Радушне; russisch Радушное Raduschnoje) ist eine im Krywbass gelegene Siedlung städtischen Typs im Westen der ukrainischen Oblast Dnipropetrowsk mit etwa 3900 Einwohnern (2018).

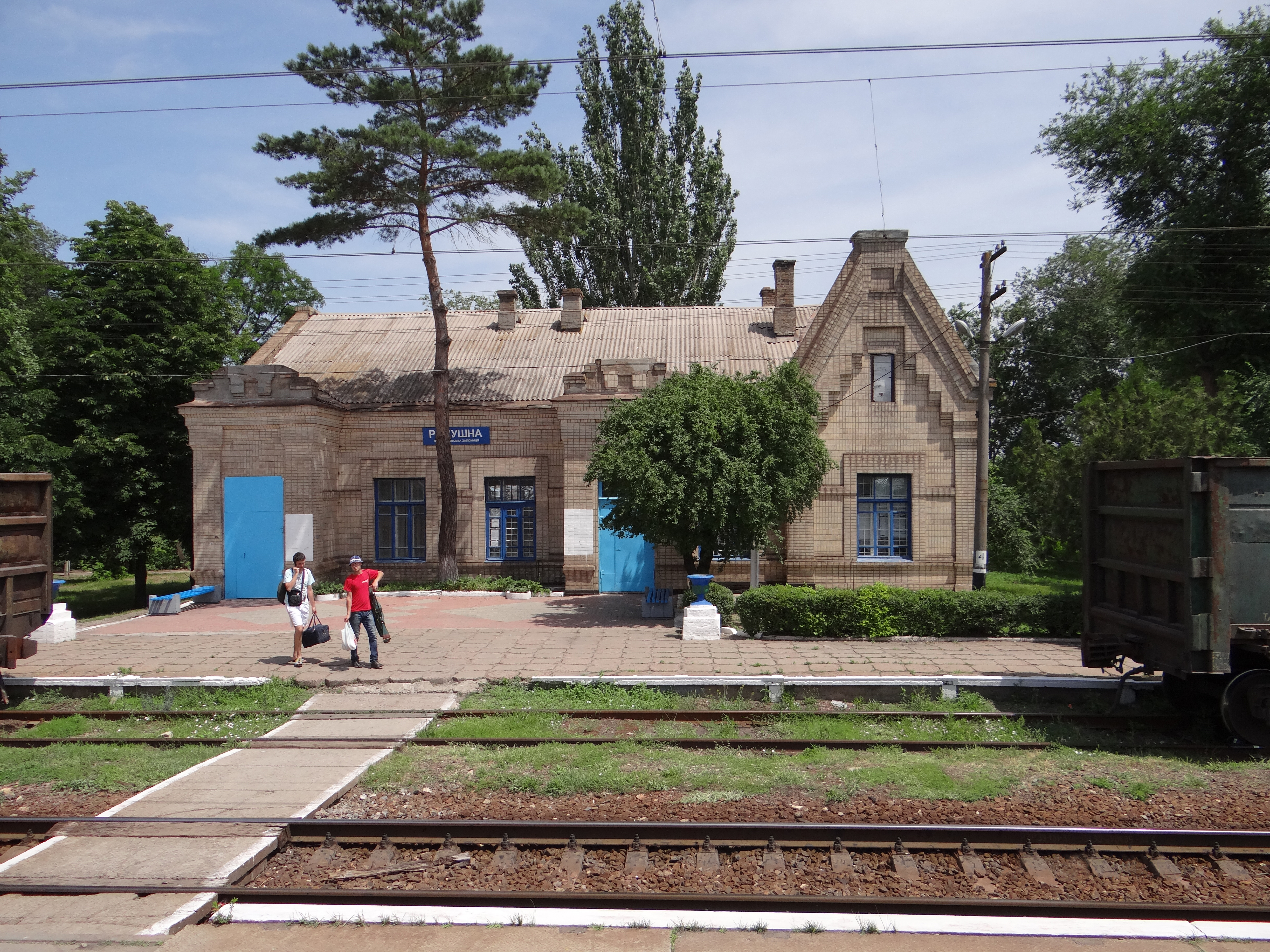
Bahnstation im Ort

## Geographie
Raduschne befindet sich im Süden des Rajon Krywyj Rih und grenzt im Nordwesten an das Gelände der Kryworischstal-Stahlwerke am südöstlichen Stadtrand der Stadt Krywyj Rih, zu deren Agglomeration es gehört. Die Ortschaft liegt an der nationalen Fernstraße N 23 156 km südwestlich der Oblasthauptstadt Dnipro und hat einen Bahnhof der Prydniprowska Salisnyzja an der Strecke Krywyj Rih-Apostolowe. Der Süd-Stausee (ukrainisch Южное водохранилище), der vom Dnepr-Krywyj-Rih-Kanal gespeiste Trinkwasserspeicher der Stadt Kriwyj Rog, liegt in 1,5 km Entfernung.

## Geschichte
Am Ort wurde Anfang des 20. Jahrhunderts wurde eine Eisenbahnstation gebaut an der 1930 die Siedlung entstand. Seit 1958 hat Raduschne des Status einer Siedlung städtischen Typs.

## Verwaltungsgliederung
Am 12. Juni 2020 wurde die Siedlung ein Teil der neugegründeten Landgemeinde Nowopillja, bis dahin bildete sie die gleichnamige Siedlungsratsgemeinde Raduschne (Радушненська селищна рада/Raduschnenska selyschtschna rada) im Süden des Rajons Krywyj Rih.

## Bevölkerungsentwicklung
| 1959 | 1970 | 1979 | 1989 | 2001 | 2018 |
| ---- | ---- | ---- | ---- | ---- | ---- |
| 2000 | 3253 | 3133 | 3088 | 3369 | 3874 |

Quelle: